# Blue Origin NS-21
Blue Origin NS-21 var bemannade flygning av Blue Origins New Shepard. Farkosten sköts upp på en kastbanefärd från Corn Ranch i Texas, den 4 juni 2022.
Evan Dick gjorde sin andra flygning, han flög tidigare med Blue Origin NS-19.

## Besättning
| Turist | Evan Dick              |
| Turist | / Katya Echazarreta    |
| Turist | Hamish Harding         |
| Turist | Victor Correa Hespanha |
| Turist | Jaison Robinson        |
| Turist | Victor Vescovo         |